# Black Alice
Black Alice (cuyo nombre real es Lori Zechlin) es un personaje creada para la editorial DC Comics, apareciendo como una adolescente metahumana antiheroina, proveniente de una familia disfuncional y con problemas por parte de sus padres, que debutó en las páginas de las Birds of Prey Vol. 1 #76 (enero del 2005). Ella utiliza poderes mágicos para aprovecharse de los traficantes de drogas en su ciudad natal, Dayton (Ohio).

## Biografía ficticia del personaje

### Orígenes del personaje
Lori Zechlin es una adolescente proveniente de una familia rota, ella vivía con su padre John y su madre. Ni Lori ni su padre son conscientes de que su madre, la Señora Zechlin es adicta a las drogas, que ella compra a los distribuidores ilegales locales de drogas. Un día, abrumada por la vergüenza, la señora Zechlin se suicida causándose una sobredosis y se ahoga en su piscina. Lori descubre el cuerpo cuando llega a casa de la escuela. Lori descubre también que, más tarde esa misma noche, ella tiene una capacidad mística para adquirir a manera de "préstamo" poderes mágicos de los superhéroes o supervillanos. Sin embargo, al principio ella no tiene el mismo control sobre los poderes de sus propietarios y tiene poco control por cuanto tiempo puede tener el uso de dichos poderes o cuándo podría usarlos. A pesar de esto, Lori (tomando el alias de Black Alice, debido a que es retratada como una chica gótica) formula un plan para vengar la muerte de su madre y castigar a los traficantes de drogas.
El padre de Lori, se hizo añicos emocionalmente, cayendo en la depresión, convirtiéndose en un recluso, a pesar de que se esfuerza por aparentar su amor por Lori para que se sintiera que no pasaba nada. La muerte de su madre también afecta seriamente a Lori, pero ella es consciente del cambio en su padre y ella misma decide cuidarlo. Con el avance de los días, es notorio que esto afectase las calificaciones de Lori, que terminan por tener un bajo rendimiento escolar, convirtiéndose cada vez en una persona solitaria y apartada de sus compañeros. Su grupo social con el que compartía anteriormente, un círculo Wiccan, terminan por expulsarla, alegando que ella está emitiendo "energías oscuras" y negativas al grupo, tras la muerte de su madre (en realidad, la líder del círculo, la mejor amiga de Lori desde su niñez, es celosa de sus nuevos poderes y que cada vez más se van manifestando con mayor frecuencia en Lori).
Tras haber dejado recientemente Ciudad Gótica tras la destrucción de la sede torre del reloj, el equipo de superhéroe conocido como las Birds of Prey, se encontraban viajando por el país en avión con el fin de identificar y ayudar a metahumanos desconocidos previamente. Oracle se da cuenta del poder que posee Lori, pero no logra identificar las habilidades específicas que adquiere. Es enviada para investigar a Huntress, disfrazada como una maestra de escuela, para mantenerle un ojo a Lori y ofrecerle ayuda, mientras que Canario Negro tendría la tarea de mantener vigilada todas las actividades de Lori, para poder determinar la naturaleza específica y la fuerza de sus poderes.
Lori deja bruscamente a su novio, Kyle, cuando ella manifiesta accidentalmente los poderes del Doctor Fate, y decide buscar a un trío de sospechosos de narcotráfico. Antes de que Lori pueda utilizar la fuerza letal, Canario Negro interviene. El poder del Doctor Fate se desvanece, y Lori intenta huir de la escena, siendo atacada y detenida por Canario Negro quien la amarra a una cuerda. De repente manifiesta los poderes de Zatanna, haciendo que Lori se libere y amordazando a Canario Negro y logra escapar.
Canario Negro y Huntress se unen para seguir de cerca a Kyle, con la esperanza de poder llegar a descubrir los poderes de Lori, y en su lugar encuentran que Kyle está saliendo con Dawn en vez de volver con Lori. Lori al descubrir esto, poco después se prepara para destruir un centro comercial (tras haber manifestado ahora los poderes de Black Ádam) en sus esfuerzos por vengarse de Kyle. Canario Negro sería capaz de atraerla a una pelea total, pero Huntress busca detener a Lori presentándole a una condrita Dawn. Oracle se da la tarea de acercar a Lori al cuidado del verdadero Doctor Fate, para que pueda recibir orientación sobre el uso de sus poderes.

### Crisis Infinita

#### Cuenta Atrás a Crisis Infinita: Dia de la Venganza
Black Alice vuelve a tener su segunda aparición en la miniserie Cuenta Atrás a Crisis Infinita: Dia de la Venganza, tie-in previo a la Crisis Infinita. Shadowpact le pide ayuda para enfrentarse a Espectro y a Eclipso. A pesar de las objeciones de su padre, ella se va con el equipo. Por más que sean sus esfuerzos, no logra más que retrasar al Espectro para desencadenar sus poderes de la furia de la venganza. Alice se las arregla para tomar temporalmente los poderes del Espectro. Puesto que él omnipresente y omnipotente, todo eso hace que el Espectro se vuelva un fantasma intangible, inmune al daño. Después de haber presenciado la muerte del mago Shazam y la destrucción de la Roca de la Eternidad a manos del Espectro, rechaza una oferta para unirse completamente a Shadowpact, eligiendo volver con su padre en su ciudad natal.

#### Especial Crisis Infinita Villanos Unidos
Más tarde, en el Especial Crisis Infinita Villanos Unidos #1, ella ayuda a combatir la destrucción global orquestada por Alexander Luthor Jr..

### La Sociedad
Lori es abordada por la criminal Talia al Ghul, el hechicero Felix Faust y la metahumana criminal Cheetah. Ellos tratan de hacerla que se una a la Sociedad, ofreciéndole entrenamiento de sus poderes y la resurrección de su madre. Las Birds of Prey intentan intervenir. Una fría y enojada Black Alice (en la que casi ahoga a Canario Negro casi hasta la muerte al utilizar el lazo dorado de Wonder Woman) teletransporta a todo el mundo a las afueras de Dayton y afirma que solo desea que la dejen sola. Ella regresa a casa con sus padres, con aparente madre completamente resucitada, pero viviendo en un estado de choque constante (ella apenas logra hablar, haciendo mecánicamente las tareas domésticas).
La vida de Lori continúa derrumbandose, con su padre volviéndose alcohólico otra vez debido a la condición de su esposa reanimada de la muerte, además de que sus compañeros populares de la escuela continúan intimidándola en la escuela. Ella convoca el casco del Doctor Fate en un intento por dominar sus poderes. Cuando el casco comienza a castigar a todos los que la maltrataban, incluso a sus seres queridos, Lori se da cuenta de que no necesita más poder para alcanzar la felicidad y deja en libertad al casco de NABU, pasando más tiempo ayudando a rehabilitar a su padre. Sin embargo, a pesar de sus esfuerzos por ayudarlo, esto dura muy poco, puesto que ya su difícil vida finalmente tiene un impacto en su cordura. Cuando Oracle la convoca para que ayude a las Birds of Prey nuevamente, Black Alice aparentemente perdona a los Birds y está de acuerdo en ayudarlas. Sin embargo, pronto se quiebra emocionalmente cuando Oracle le revela que sus cambios de humor son un efecto secundario de los antidepresivos que ha estado tomando para contenerse, y que Lori ha reflejado la adicción de su madre.

### Darkside Club
Su adicción a los antidepresivos la salva cuando es secuestrada por los secuaces de Darkseid y es llevada al "Club del lado oscuro". Co una dosis de fármacos que suprimen su voluntad, obligándola a que se enfrente a otros metahumanos adolescentes, descubre que sus propios medicamentos interfieren con la influencia mental de Darkseid. Encontrándose con Misfit igualmente atrapada, pero con un lavado de cerebro casi completamente y muy vulnerable, ella contempla brevemente la idea de robar sus habilidades de teletransporte para poder escapar. Después de descubrir en los archivos de Darkseid que puede ser pariente de sangre de Misfit, ella tiene un cambio en su corazón, y ayuda a la niña a escapar. Ella deja una carta, explicando sus descubrimientos, pero afirmando que su pelea con la joven teletransportadora no ha terminado.
Pocas semanas más tarde, con un nuevo año escolar presente, Lori lleva su rivalidad a un nuevo nivel. Se traslada a estudiar en la Platinum Heights High School, allí se entera de que Misfit es una estudiante, obligada a asistir por Oracle. Aunque Misfit tiene dificultades para adaptarse, el exótico estilo de vida de Lori, es percibida como una chica rebelde e independiente, ganándose la aceptación instantánea y su aceptación por parte de la élite de Silicon Valley.
Varios cómics, tanto como el de las Birds of Prey como Day of Vengeance, revelaron que Black Alice es considerada potencialmente como la adolescente más poderosa (y peligrosa) del planeta.

### Reign in Hell
En la miniserie limitada Reign In Hell, Black Alice es mencionada por Phantom Stranger como "una principiante abominación". Mientras que en el infierno, en donde aparentemente se une a Danny Khalifa, la última encarnación de Ibis el Invencible, solo para entregarse de inmediato, al parecer, donde se revela así misma sirviente de Neron en la guerra por el control del Infierno. En realidad, ella está allí para encontrar al que robó una parte de sus poderes, y así poder recuperar un fragmento que le hace falta, y poder traer venganza sobre quien lo hizo. Incurre en la ira de Lobo cuando le roba parte de su fuerza para llegar los límites del infierno. Después de un intento fallido de Loripor robar el poder de Satanus permitiéndole que Blaze pudiera ganarse el control exclusivo del Infierno, donde es devuelta a la Tierra, emocionalmente marcada por lo que vio en la mente de Satanus.

### Seis Secretos yLa noche más oscura
Black Alice reaparecería de nuevo siguiendo a Deadshot y a Catman que habían sido contratados para capturar a un abusador de menores y llevarlo ante el padre de una de sus víctimas. Alice se enfrenta a Catman y Deadshot al preguntándoles cuánto les pagan.
Después de que se enfrentan a varios policías, a manera de ensayo, superan fácilmente el robo de poderes gracias al us de poderes mágicos obtenidos de diferentes usuarios. Por lo tanto, ella es aceptada una vez que se revela que su padre está enfermo y que necesita dinero. Catman está preocupado por el hecho de que Alice no se altera por las cosas que le hicieron y entiende lo fácil que tiende dejarse llevar por la violencia.
En su primera misión oficial, Alice (una historia que tiene lugar durante los acontecimientos de La noche más oscura), el equipo es contratado para liberar a un capo de la droga de Belle Reeve. A pesar de estar enfurecida por la idea de ayudar a un traficante de drogas, Alice participa en el ataque a la prisión, usando sus poderes de Giganta para distraer a los guardias, mientras que sus compañeros de equipo se introducen en la prisión. Se revela que toda la misión es parte de una trampa, siendo una operación del Escuadrón Suicida con el fin de detener a los Seis. Alice roba los poderes del miembro del Escuadrón Nocturna y derrota tanto a ella como al Conde Vértigo. Cuando Alice logra su victoria, un grupo de Black Lanterns se disponen a atacarla y a los otros Secrets. Su miedo hacia ellos inhibe su control sobre sus poderes robados hasta que una amenaza por parte de Bane la obliga a teletransportar a los Seis, a Rick Flag, y a Tigre de Bronce a la Cámara de los Secretos. Desafortunadamente, ella trae consigo accidentalmente los Black Lanterns con ellos y ella se niega a devolverle el poder a Nightshade para que pueda teletransportar a Amanda Waller a un lugar donde pueda encontrar ayuda. Waller la golpea, y Nocturna se la lleva solo para que regrese en breve con un Androide Manhunter, que contiene la energía de un Linterna Verde que se requiere para destruir los Black Lanterns. Alice se queda con los Seis mientras que el Escuadrón se va.
Algún tiempo después, Alice se va con Deadshot, Scandal Savage, y Ragdoll, para tratar de ayudar a recuperar al secuestrado Catman, y posiblemente a su pequeño asesinado hijo. Sin embargo, todos los cuatro hallan un rastro de cadáveres que Catman ha dejado atrás, algo que hace frente a los ojos de Alice que le provoca derramar lágrimas. Utiliza los poderes y habilidades del Doctor Occult para localizar y transportar a cuatro miembros del equipo hasta Sudáfrica, Alice de repente reacciona muy hostil hacia Scandal. Ella cree erróneamente que Scandal tenga una relación con Ragdoll, a quien ella llama misma llama como su "novio" (mientras que Ragdoll no siente exactamente lo mismo de esa misma manera, pero que si se preocupa por Alice), a pesar del hecho de que el Scandal es lesbiana. Alice convoca las habilidades del Demonio Etrigan, convirtiéndose en Estrogan, y combate a Scandal. Inmediatamente se da vuelta y vuelve a la normalidad y se disculpa con ella estando un poco emocionalmente triste y con lágrimas en su rostro. Alice explica que ella había tratado de curar el asma de su padre usando las habilidades de curación de Raven, pero no estaba seguro de cómo utilizar los poderes correctamente, ella cree que por error le transmitió el cáncer.
En mayo de 2010, Alice comenzó a ser coprotagonista en una historia suplementaria en las páginas de la historieta de los Jóvenes Titanes junto a Zachary Zatara y Traci 13. Tras lo acontecido en dicha historia, Black Alice aparece junto a sus compañeras adolescentes las heroínas Batgirl, Supergirl, Miss Martian, Lightning, Cyclone, Stargirl, Ravager (Rose Wilson), Misfit y Terra siendo parte de un grupo exclusivamente femenino de heroínas que se habían reunido para luchar contra el Profesor Ivo y su ejército de robots sirenas.

### Los Nuevos 52/DC: Renacimiento
Black Alice vuelve a aparecer para la nueva continuidad creada por el reboot de Los Nuevos 52 y la nueva iniciativa de la editorial cuando se lanzaron una nueva línea de series de historietas, entre ellas una sobre los Seis Secretos, en la cual es vista formando parte de dicho equipo.

## Poderes y habilidades
Black Alice tiene la capacidad de usurpar temporalmente los poderes mágicos de cualquier ser con poderes místicos, incluso, tan potentes como los del mismísimo Espectro, ganando todas sus habilidades y todo su poder, dejándolo sin poderes a la vez. Aun así posee ciertas limitaciones, dependiendo a la distancia en la que pueda detectar al ser místico y así poder robar su poder, incluso, si su poder proviene de un lugar desconocido para ella y/o que nunca haya localizado, sin embargo es potencialmente ilimitada como cuando obtuvo prestado los poderes de Linterna Verde Alan Scott, durante los acontecimientos acerca del ataque a la prisión de Belle Reeve, mientras que él estaba en el espacio.
Cuando le roba el poder de algún ser, su ropa se transforma parcialmente a del ser místico y termina por parecerse un poco a la de su objetivo. En las páginas de Birds of Prey Vol. 1 #118 por ejemplo,. adquiere los poderes mágicos del Demonio Etrigan, tanto su forma física, así como su compulsión para hablar en rima. Incluso se ha demostrado la capacidad de robar los poderes de dos seres de manera simultánea. En la miniserie "Helmet of Fate", ella roba los poderes de dos héroes de su elección, mientras que en la escuela y exuda habilidades mágicas propias, lo que posiblemente indica un creciente nivel del control sobre sus poderes. Durante el la miniserie Reign in Hell, aparentemente perdió gran parte de esa energía, y al final, queda aislada, arrugada y decrépita, comosi fuera una bruja que solía ser, traumatizada por su experiencia en el infierno, aunque las historias posteriores no muestran que su pérdida de dichas energías haya sido significativamente, lo que sugiere que fue algo temporal. Además, se caracteriza que ella ha robado los poderes de los siguientes personajes: Doctor Fate, Zatanna, Varios miembros de la Familia Marvel, El Espectro, Wonder Girl y Wonder Woman, Felix Faust, Misfit, Raven, Giganta, Alan Scott, Etrigan el Demonio, Phantom Stranger, Blue Devil, Johnny Thunderbolt, Jeannette, Nightshade

## Otras versiones

### DC Super Friends
En DC Super Friends # 19 "Head of the Class", Black Alice es miembro de una clase de aspirantes a supervillanos adolescentes enseñados por Headmaster Mind. Aquí, su poder es duplicar los poderes mágicos de los demás en lugar de robarlos. En una batalla con los Super Friends, puede duplicar los poderes de Wonder Woman y capturarlos con una copia del Magic Lasso. Después de que Mindgrabber Kid decide hacer lo correcto, Black Alice decide hacerlo también, y los dos ayudan a los Súper Amigos a derrotar y capturar a los otros villanos. Como agradecimiento, los Súper Amigos deciden no arrestarlos a los dos. Black Alice dice que volverá a la escuela normal y se convertirá en una heroína cuando crezca.